# Andrée Appercelle
Andrée Appercelle, née à Grenoble le 14 décembre 1925 et morte le 12 septembre 2022 dans cette même ville, est une poétesse française.
Elle a été par ailleurs productrice d'émissions littéraires sur France Culture et FR3 et cofondatrice de la Maison de la Poésie Rhône-Alpes

## Œuvre
- Anthologie poétique 1962-2007, La Rumeur Libre, 2017.
- Ligne de vie, Les Solicendristes, coll. Mais Encore, 2011
- Ma vie de singe, Motus Editions, 2007.
- Soleil noir ta peau, préface de Bernard Noël, Le Temps des Cerises, 2006.
- Traversée en trois temps, coédition Trait d’Union (Québec), Éditions Fédérop, 2002.
- Mon asiatique, Éditions La Pierre sauvage U.E, 1998.
- Empreintes, Éditions Motus, 1992.
- Aux orties bleues la mer,	Éditions Fédérop, 1988.
- L’une l’autre, Éditions Fédérop, 1985.
- Tentative du bleu, Prix Roger-Kowalski, Éditions Cheyne, 1985.
- Feuilles aux joues, prix de	la revue Sépia, 1982.
- Regard , avec 25	illustrations de O. Zadkine, E. Pignon Ernest, V. Monteiro.., Marc Pessin, Saint-Laurent-du-Pont, 1979.
- Sur le silence, P.J Oswald, 1979.
- Du Portugal, Atelier des Grames, 1978.
- Espace Chili, Éditions Millas-Martins, 1975.
- Aspects, Éditions Pierre-Jean Oswald, 1972.
- Au Cru des Mots, Éditions Pierre-Jean Oswald, 1967.
- Monnaie de Lune, La Tour de Feu, 1960.
- Mousse et Chèvrefeuille, préface de Vincent Monteiro, La Tour de Feu, 1956.
- Senteurs de Mousse, Éditions Seghers, 1954.
- Fraîcheur, Éditions Seghers, 1953.